# Mérope (hijo de Tríopas)
En la mitología griega, Mérope era un rey de la isla de Cos. Era hijo de Tríopas. Se casó con la ninfa Etemea, que murió atravesada por las flechas de Artemisa por haber dejado de adorar a la diosa. Mérope trató de suicidarse tras la muerte de su esposa, pero Hera se apiadó de su sufrimiento y lo colocó entre las estrellas en forma de águila. Mérope fue el padre de Eumelo y, por él, abuelo de Agrón, Bisa y Meropis, todos ellos conocidos por su impiedad. Clitia, la mujer de Eurípilo de Cos, y Titanas, que fue transformada en cierva por su belleza, son ambas hijas de Mérope.